# Dewi Zephaniah Phillips
Pour les articles homonymes, voir Phillips.
 (septembre 2021).
Dewi Zephaniah Phillips, né le 24 novembre 1934 à Morriston (Pays de Galles) et mort le 25 juillet 2006 à Swansea, encore connu sous les noms abrégés D. Z. Phillips, Dewi Z, ou simplement DZ est un philosophe britannique d'origine galloise. Il a été l'un des principaux propagateurs de la philosophie de la religion de Wittgenstein, et a eu une longue carrière universitaire sur cinq décennies. Lorsqu'il mourut, il était titulaire de la chaire Danforth de philosophie de la religion à l'Université Claremont de Californie et professeur émérite de philosophie à l'Université de Swansea. 

## Biographie
Dewi Zephaniah Phillips nait dans une famille de trois enfants. Il épouse Margaret Monica Hanford en 1959 et ils auront trois enfants. DZ Phillips meurt d'un infarctus du myocarde en 2006 dans la bibliothèque de l'Université de Swansea à l'âge de 71 ans.

## Études
Il étudie à Swansea puis à l'Université d'Oxford de 1958 à 1961. Il suit les enseignements de Peter Winch, Frank Ramsey et Rush Rhees qui l'amènent à la philosophie.

## Parcours académique
Il commence sa carrière universitaire au Queen’s College de Dundee en 1961. Il intègre en 1963 l'University College of North Wales à Bangor. Il revient en 1965 à l'université de Swansea d'abord comme conférencier au département de philosophie, puis comme professeur et enfin chef de département en 1971. Il assure aussi la fonction de doyen de la faculté des arts de 1982 à 1985 et celle de vice-principal de 1989 à 1992. En 1993 il est recruté comme professeur de philosophie de la religion à l'université de Claremont en Californie et partage ainsi son temps entre les deux universités. En 1996, il devient professeur émérite à Swansea et le reste jusqu'à sa mort en 2006.

## Contributions en philosophie des religions
D. Z. Phillips donne toute une série de conférences pour l'université de Claremont : conférence Cardinal Mercier à Louvain, conférence Marett à Oxford, conférence Riddell à Newcastle, conférence McMartin à l'université Carleton d'Ottawa, conférence Hintz à Tucson, conférence Aquinas à Oxford et conférence Vonhoff à Groningue. 
Ses thèmes de recherche comprennent la philosophie de la religion, l'éthique, la philosophie et la littérature, Simone Weil, Søren Kierkegaard et Ludwig Wittgenstein. Il a contribué à faire de l'université de Swansea un centre de référence sur la philosophie de Wittgenstein, connu désormais comme l'École de Swansea.
Philipps, dans son ouvrage "Philosophy's Cool Place" (1999), défend une position métaphilosophique qu'il appelle philosophie contemplative. 

## Rôle en linguistique
Il a participé à la fondation du Taliesin Arts Centre au sein du campus universitaire de Swansea. Il a encouragé l'emploi de la langue galloise dans les écoles locales.

## Distinctions
Il a été membre du Gorsedd Circle de l'Eisteddfod Genedlaethol.

## Œuvres publiées
D. Z. Phillips est surtout connu pour ses publications dans le domaine de la philosophie des religions, mais il a aussi publié des articles sur l'éthique, la philosophie et la littérature, Ludwig Wittgenstein et la langue et la littérature galloises. Il a été le rédacteur en chef de la revue Philosophical Investigations, des Swansea Series in Philosophy, des Claremont Studies in the Philosophy of Religion et des Wittgensteinian Studies series. Parmi ses publications les plus notoires figurent : 
- Athronyddu Am Grefydd (Philosophising About Religion)
- Belief, Change and Forms of Life
- Concept of Prayer, The
- Death and Immortality
- Dramâu Gwenlyn Parry
- Faith after Foundationalism
- Faith and Philosophical Enquiry
- From Fantasy to Faith
- Interventions in Ethics
- Introducing Philosophy: The Challenge of Scepticism
- Kant and Kierkegaard on Religion (coédité avec Timothy Tessin)
- Moral Practices (with H O Mounce)
- Philosophy's Cool Place
- Problem of Evil and the Problem of God (2005)
- Recovering Religious Concepts
- Religion and Friendly Fire
- Religion and Hume's Legacy (coédité avec Timothy Tessin)
- Religion and the Hermeneutics of Contemplation
- Religion without Explanation
- R.S. Thomas: Poet of the Hidden God
- Sense and Delusion (with Ilham Dilman)
- Through a Darkening Glass
- Wittgenstein and Religion
- Wittgensteinian Fideism? (coécrit avec Kai Nielsen)